# 산투스 FC
산투스 FC(포르투갈어: Santos Futebol Clube)는 보통 산투스라고 알려져 있으며, 상파울루주의 산투스를 연고로 하는 브라질의 축구 클럽이다. 산투스는 현재 브라질의 2부 전국 리그인 캄페오나투 브라질레이루 세리이 B와 상파울루 주 리그 캄페오나투 파울리스타에 참가하고 있다.
이 클럽의 별칭은 수 십년 동안 Peixe (문자 그대로 "어류")였지만, 보통 이 팀을 대표하는 마스코트는 어류가 아닌 고래이다. 이 별칭은 상파울루 주를 연고로 하는 다른 클럽들이 내륙을 연고로 할 때, 항구 도시인 산투스를 되살렸으며, 팀의 팬은 "산티스타"(Santista)라는 이름으로 잘 알려져 있다.
이 클럽은 1914년, 4월 14일에 Santos Foot-Ball Club이라는 이름으로 설립되었으며, 산투스에서 하이문두 마르케스, 마리오 페하스 지 캄포스, 아르제미루 지 소우자 주니오르 등 3명의 스포츠 열광자에 의해 시작되었다. 팀이 처음으로 주 대회에서 우승한 건 1935년으로, 다시 우승한 건 20년이 지난 1955년이었다.
홈 유니폼은 모두 하얀색이고, 어웨이 유니폼은 검은색 및 흰색 수직 줄무늬 또는 검은색 반바지로 이루어져있다. 하지만 클럽의 클럽의 규칙에 의하면 팀이 처음으로 선택한 유니폼은 줄무늬가 든 셔츠와 흰색 반바지 및 흰색 양말이다.
펠레 (1999년, IOC에 의해 "세기의 운동 선수"로 뽑힘.)는 1956년에 이 팀에서 선수 생활을 시작했으며, 15살의 나이에 데뷔해, 17년간 산투스에서 선수 생활을 했다. 펠레는 이와 더불어 1962년과 1963년에 열린 인터콘티넨털컵에서 산투스의 우승을 견인했다.
1998년 1월 20일, 산투스는 축구 역사상 처음으로 10,000골을 돌파한 팀이 되었다. 최근에는, 2005년 10월 26일, 상 자누아리우 경기장에서 펼쳐진 바스쿠 다 가마와의 원정 경기에서 제일송이 팀의 11,000번째 골이자, 경기 첫 골을 성공시켰고, 산투스는 이 골에 힘입어 경기에서 3-1로 이겼다.
산투스는 축구단 뿐만 아니라 미식축구, 서핑 그리고 e스포츠단까지 운영하고 있기도 하다.

## 역사

### 산투스의 탄생: 1912년
20세기가 시작되면서, 산투스는 브라질에서 매우 중요한 도시로 성장했다. 산투스의 항구는 세계에서 가장 큰 커피 수출의 요지였다. 도시의 경제적 수준이 성장함에 따라, 스포츠에 대한 수요가 자연히 늘어나게 되었다. 항구 도시인만큼, 조정이 크게 성장하고 있었다. 축구팀 또한 생겨나게 되었으며, 1902년 메켄지 장로회(Instituto Presbiteriano Mackenzie)의 학생들에 의해 CA 인테르나시오나우와 SC 아메리카누가 창단되었다.
그러나 CA 인테르나시오나우는 1910년에 해단하였고, 1911년에는 SC 아메리카누가 상파울루로 연고지를 이전하였다. 도시의 젊은이들은 이에 대해 실망감을 가지게 되었고, 새로운 축구팀의 창단을 고안하게 되었다. 호자리우 18번가에서 라이문두 마르케스 프란시스쿠, 마리우 헤라스 지 캄푸스 그리고 아르제미루 지 소자 주니오르 3명이 주도하여 신규 팀 창단에 대한 회의를 가졌다. 회의가 진행되는 동안 신규 팀의 명칭에 대해서, 아프리카 푸치보우 클루비, 아소시아상 이스포르치바 브라시우, 콘코르지아 푸치보우 클루비 등이 구단명으로 거론되었으나, 이드문두 조르지 지 아라우주의 제안에 따라 산투스 푸치보우 클루비로 결정되었다. 1912년 4월 14일 구단은 공식적으로 창단되었으며, 이는 RMS 타이타닉이 침몰하기 불과 몇시간 전의 일이었다. 일각에서는 "한 거인이 바다로 가라 앉으니, 같은 날 다른 거인이 탄생하였다."고 일컫기도 한다. 구단의 초기 회장은 시지누 파투스카였다.

### 초창기: 1912-1935

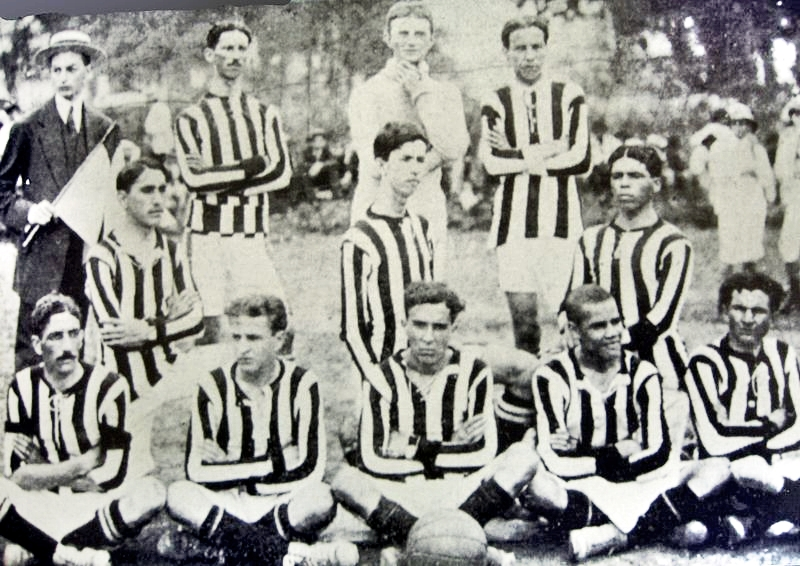
1913년의 산투스 FC

1912년 6월 23일 구단의 역사상 첫 연습 경기가 비야 마쿠쿠 경기장에서 열렸다. 상대는 지역 팀이었던 테레사였으며, 산투스 FC가 2-1 승리를 거두었다. 구단 역사상 첫 경기의 첫 득점자는 아나클레투 페라멘타 다 시우바였으며, 뒤이어 제라울리 모레이라 히베이루가 추가골을 기록하였다. 같은 해 9월 15일 구단 역사상 첫 공식 경기가 열렸으며, 상대는 산투스 아틀레틱 클럽이었다. 경기는 3-2 산투스 FC의 승리로 끝이 났으며, 선제골은 창단 멤버인 아르나우두 시우베이라가 기록하였다. 1913년 산투스 FC는 캄페오나투 파울리스타에 참가하였다. 그러나 6월 1일 제르마니아에게 8-2로 대패를 당하였다. 캄페오나투 파울리스타에서의 첫 승리는 파르키 안타르치카에서 열린 코린치앙스와의 원정 경기였으며, 산투스 FC가 3-6으로 승리를 거두었다. 그러나 상당한 수준의 원정 비용 등으로 인해, 산투스 FC는 대회의 대부분에서 어려움을 겪기도 하였다.
1913년 캄페오나투 산치스타가 개최하였으며, 이 대회에서 산투스 FC는 6경기에서 모두 승리를 거두었고, 35득점을 기록하면서 단 7실점만을 허용하였다. 1914년 구단의 재정 위기로 인해, 산투스 FC는 친선 경기만을 치렀다. 친선 경기는 총 7차례 치러졌으며, 산투스 FC는 모든 경기에서 승리를 거두었다. 1915년 구단은 예산 문제를 해결하기 위해, 다른 도시의 대회에 참여하였고, 일시적으로 구단명을 우니앙 푸치보우 클루비로 변경하였다. 재정적 안정이 찾아온 이후, 1916년 10월 12일 빌라 베우미루 경기장을 개장하였다. 이후 산투스 FC는 캄페오나투 파울리스타에 돌아오게 되었고, 5위로 시즌을 마감하였다.

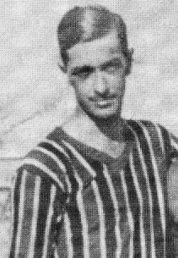
아라켄 파투스카(1923–29, 1935–37)는 산투스 FC의 상징적인 인물로 여겨진다.

1917년부터 1926년까지 산투스 FC는 강하고 재능있는 팀으로 인식되었으나, 주리그 타이틀을 얻기엔 역부족한 팀이었으며, 4위 이상은 기록하지 못했다. 그러나 1927년 젊은 재능의 발굴이라는 산투스 FC의 기조가 빛을 발하기 시작하였다. 산투스 초대 회장의 아들인 아라켄 파투스카의 등장이 그 상징이었으며, 16경기 동안 100골(경기당 6.25골)을 기록하며 100골의 공격수들(포르투갈어: O ataque dos 100 gols)이라는 별칭을 얻기도 하였다. 아라켄 파투스카는 FIFA 월드컵에 참여한 최초의 산투스 FC 선수였으며, 1930년 FIFA 월드컵에 참여하였다. 산투스 FC는 1927년부터 1929년까지 3년 연속 대회 준우승을 차지하였다. 이후 구단은 프로화 절차를 밟는 과정에서 다소 비정기적인 운영으로 이어졌다. 1933년 산투스 FC의 회장은 구단이 프로화하였음을 공식적으로 발표하였다. 1935년 구단은 캄페오나투 파울리스타에 대비하여 철저한 준비를 마쳤다. 친선 경기를 14차례 치렀으며, 그중 7승을 거두었다. 에스파냐 클루비를 10-1로 대파한 사건은 당시 프리시즌의 압권이었다. 결국 해당 시즌에 코린치앙스를 상대로 마지막 경기에 2-0 승리를 거두며, 구단 역사상 최초로 대회 우승 트로피를 들어올렸다.
이듬해 산투스 FC는 국제 대회에 진출하였고, 30년대 동안 7승 1무를 기록하며 무패팀으로 기록되었다. 6월 30일 FIFA 월드컵을 치른 프랑스 축구 국가대표팀이 대회 마감 이후, 남미 지역팀과의 경기를 추진하였고, 산투스 FC가 그 대상이 되었다. 산투스 FC는 페이치수의 4골에 힘입어 프랑스를 6-1로 대파하였다. 그러나 프랑스 대표팀은 자신들이 구단이 아닌 브라질 대표팀과 붙은 것이라 생각하고 의구심을 가졌으며, 이에 산투스 FC가 경기 이후 프랑스 대표단을 클럽하우스로 초청하여 자신들의 힘이었음을 적극적으로 증명하였다.

### 파울리스탕을 향한 여정: 1936-1955
1935년 구단은 캄페오나투 파울리스타 (파울리스탕)에서 우승을 차지하였지만, 이내 구단의 주요 선수들이 이탈하거나 은퇴를 하였다. 결국 이듬해 주리그 타이틀을 지켜내는 데에 실패하였고, 1937년에는 아라켄 파투스카가 팀을 떠나게 되었다. 이후 10년 동안 산투스 FC는 파울리스탕에서 5위 이상을 기록해 본 적이 없었다.

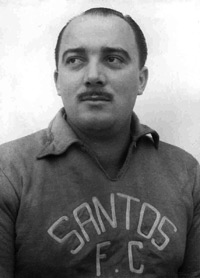
1954년부터 1966년까지 산투스의 지휘봉을 잡은 룰라.

그러나 1946년 아티에 조르지 쿠리가 구단의 새로운 회장으로 선출된 이후, 다시금 주리그 타이틀을 노리기 시작하였다. 구단은 브라질 북부와 북동부 지역으로 투어 경기를 떠났고, 이에 대한 예산을 마련해 주었다. 산투스 FC는 벨렝, 포르탈레자, 나타우, 헤시피로 떠났고, 선수들은 뛰어난 경험을 쌓고 돌아올 수 있었다. 이 투어에서 파이산두 SC, 포르탈레자 EC, ABC FC, 산타크루스 FC등 각 지역의 최고의 팀들을 연달아 대파하였다. 이 시기에 구단의 두번째 상징적인 인물인 안토니뉴가 등장하였다. 그의 활약과 함께 구단은 1946년 11월 29일부터 1947년 2월 2일까지 투어 12승 3무 무패를 달성하며, 브라질 축구 역사상 가장 오래동안 무패를 기록한 팀으로 남았다. 또한 1948년 파울리스탕에서는 준우승을 차지하였다. 이 시기에 활약한 오다이르 두스 산투스는 구단의 최다 득점자로 떠올랐으며, 3년간 구단에서 꾸준한 득점력을 선보였다. 오다이르와 안토니뉴의 활약 아래 구단은 1950년 3위로 시즌을 마감하였다. 이는 "100골의 공격수들" 시대 이후 처음으로 상위권에 안착하게 된 시기였다. 1954년 룰라가 감독으로 선임되었다.

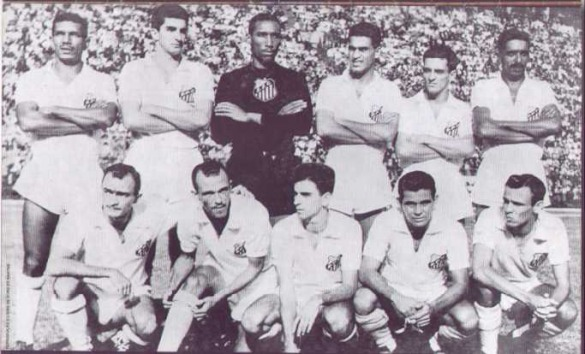
1955년 주 대회에서의 산투스 FC

1955년은 구단의 미래의 성공을 닦은 발판이 된 시기이다. 이 시즌에 산투스 FC는 첫 11경기 동안 무패 기록을 이어나갔으며, 그 중에는 자바쿠아라 AC를 7-1로 대파한 경기도 있었다. 그러나 구아라니 FC에게 4-2패, 포르투게자에게 8-0 완패를 시작으로 시즌 레이스는 불투명해졌다. 뒤이어 상파울루 FC와 EC 상벤투, SC 코린치앙스 파울리스타에게 연달아 패하며 구단의 타이틀은 멀어져 갔다. 그러나 에마누엘리 델 베키오의 강력한 열정 아래 팀은 위기를 극복하였고, EC 타우바테와의 리그 마지막 경기에서 2-1 승리를 거두며 20년만에 대회 두번째 트로피를 들어올렸다. 델 베키오는 파투스카 이후 가장 많은 득점을 한 선수였으며, 파울리스탕에서 23골을 기록하며 대회 최다득점자이기도 하였다. 산투스의 서포터들은 이 때의 영광을 기리기 위해 "레앙 두 마르"(포르투갈어: Leão do Mar)라는 찬가를 만들어냈다.
쿠리는 대회 타이틀을 지켜내기 위해, 시즌 이후 베테랑들의 이탈을 예상하고, 시즌 준비를 일찍 시작하였다. 쿠리는 지투와 같은 주요 선수를 지켜냈고, 페페, 파강 등 전도유망한 선수들도 발굴하였다. 쿠리는 룰라에게 재능있는 선수들을 찾아내기 위해 지원을 아끼지 않았으며, 결국 1956년 바우루 AC의 유소년팀 감독이었던 와우데마르 지 브리투에 의해 한 명의 선수를 발굴할 수 있었다. 그 소년은 빌라 베우미루에 입성할 당시 15세였으며, 풀네임은 이지종 아란치스 두 나시멘투였다. 그는 1954년에서 1956년 3년 동안 상파울루 주리그 유소년 대회를 휩쓸었으며, 산투스 FC를 한 단계 혹은 그 이상으로 발전시킨 펠레였다.

### 황금기 (오스 산타스치쿠스): 1956-1974
펠레의 등장은 그야말로 센세이션 그 자체였다. 펠레가 데뷔하기 이전, 55년과 56년 주리그 챔피언을 차지한 산투스 FC는 지투, 파강, 페페 등 좋은 선수들을 이미 보유하고 있기도 하였다. 그렇지만 펠레의 합류는 그 것의 이상이었다. 1958년 산투스 FC는 네번째 주리그 타이틀을 거머쥐었으며, 이는 50년대에서만 세번째 우승이었다. 구단은 38경기에서 143골을 쏟아부었고, 40실점만을 허용하였다. 펠레는 그 어떤 주리그에서도 이루지 못한 기록을 세워나갔으며, 1958년 캄페오나투 파울리스타에서는 58골을 기록했다. 산투스 FC의 전통적인 라이벌들은 추풍낙엽처럼 쓰러져 나갔다. 특히 나시오나우 AC를 상대로 10-0으로 이긴것이 묘미였다. 그러나 산투스 FC는 펠레 없이도 강했는데, 그것을 가능케 한 인물이 쿠치뉴였다.

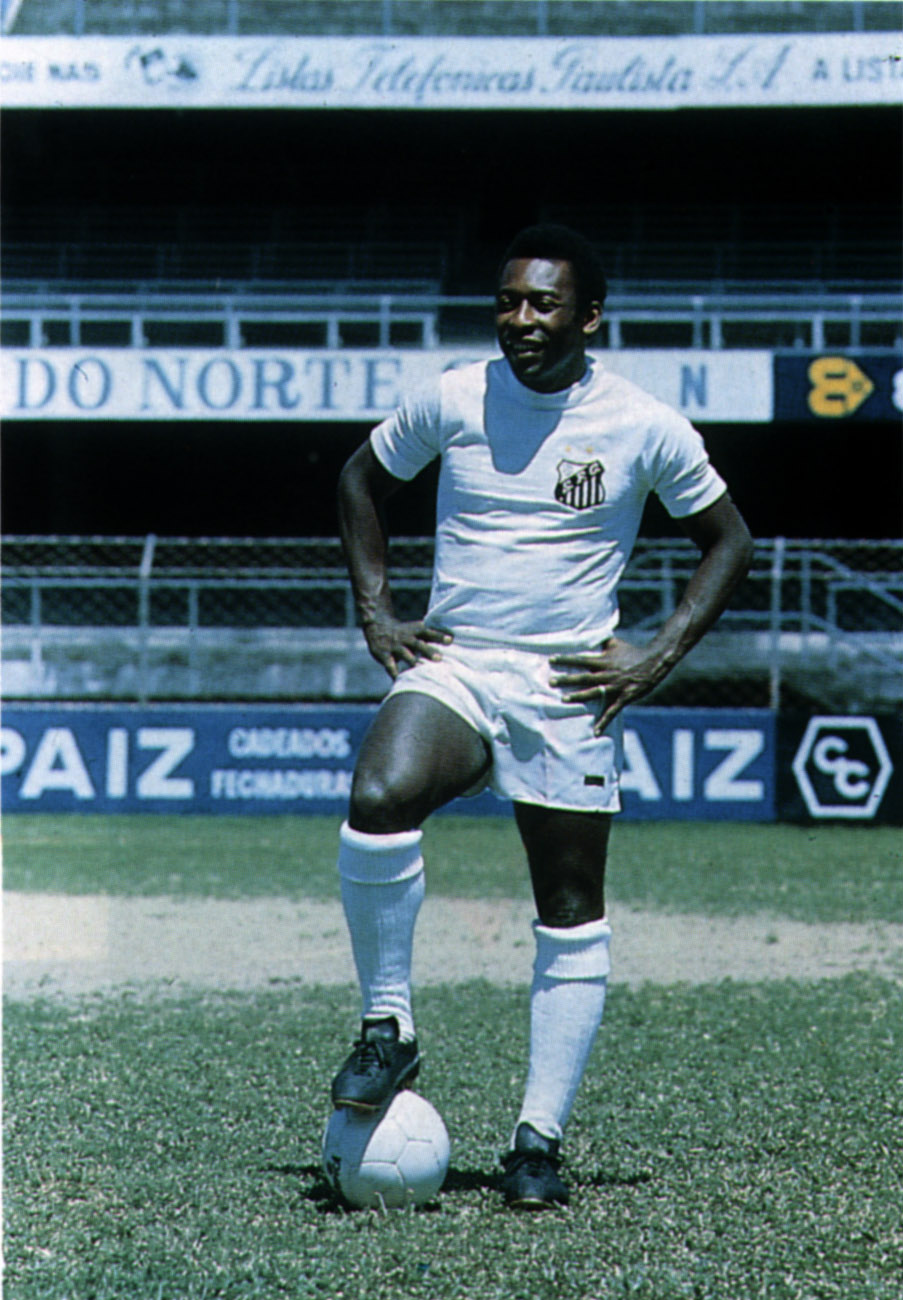
축구의 황제 펠레.

1960년대에 산투스 FC보다 위대한 팀은 없었다. 구단은 이 시기 동안 8개의 캄페오나투 파울리스타 타이틀을 거머쥐었으며, 이는 타사 브라질 5회, 토르네이우 호베르투 고메스 페드로사 1회, 리우-상파울루 3회, 레코파 수다메리카나 1회, 코파 리베르타도레스 2회, 인터콘티넨탈컵 2회 우승이었다. 특히 1962년부터 1963년은 절정에 달했는데, 남미와 유럽 전문가 모두 산투스 FC가 세계 최강임을 인정하였다. 당시의 선수단은 펠레와 쿠치뉴, 지투, 리마, 마우루 하무스, 카우베트, 다우무, 멘가우비우, 도르바우, 지우마르였으며, 감독은 룰라였다. 그 중에서도 1962년은 산투스 FC가 파울리스탕, 브라질레이랑, 코파 리베르타도레스에서 모두 우승하며 축구 역사상 최초로 트레블을 달성은 구단으로 기록되었다. 또한 펠레는 1957년부터 1965년에 걸쳐 9년 연속 파울리스탕 득점왕에 올라섰으며, 이 시기동안 산투스 FC는 단 한차례도 주리그 결승전까지 올라가지 못한 적이 없었다.
세계적인 수준에서 각광을 받게 된 산투스 FC는 그 요구에 부합하기 위해, 전 세계를 돌아다니며 투어를 진행하였다. 브라질 스포츠 연맹은 산투스 FC의 스타 선수들이 위험한 상황에 처해지지 않도록 남아메리카의 불안전한 경기장에서 경기하기를 거부하였고, 실제로 산투스 FC는 1966년, 1967년, 1969년에 코파 리베르타도레스를 불참하였다. 칠레에서 열린 1962년 FIFA 월드컵과 멕시코에서 열린 1970년 FIFA 월드컵에서는 산투스 FC의 선수들이 대표팀의 주축으로 활약하였다. 이 시기의 산투스의 영향력은 매우 강력하였으며, 국가대표팀 선수들은 산투스의 포지션별 등번호를 그대로 차용하였다. 오른쪽 풀백은 4번, 오른쪽 센터백은 2번, 왼쪽 센터백은 6번, 왼쪽 풀백은 3번을 사용하였다.

### 침체기: 1974-1994
산투스 FC는 호화로운 스파 시설을 구매하는데 너무 많은 금액을 투자하며, 무거운 빚더미에 앉게되었다. 재정적인 어려움이 닥쳐오며, 산투스 FC의 영광은 서서히 자취를 감추기 시작하였다. 1980년 산투스 FC는 상파울루 주리그에서 준우승을 차지하였는데, 이 대회의 결승전에서 산투스를 꺾은 상파울루 FC의 스트라이커 세르지뉴는, 후에 산투스 FC의 상징적인 인물이 되었다. 회장 미우통 테이셰이라에 의해 고용된 세르지우 베르나르지누는 1993년 브라질 전국 리그에 참여하였으며, 그의 존재는 상대 팀 수비진들에게는 공포 그 자체였다. 그 시즌 세르지뉴는 22골을 기록하며 대회 최다득점자로 올라섰지만, 팀은 준우승에 그쳤다. 이듬해 상파울루 주리그에서 치열한 우승 경쟁을 펼쳤고, 결국 코린치앙스의 대회 3회 연속 우승을 막아냈다. 결정적인 순간 득점을 기록한 것은 세르지뉴였으며, 이 골로 인해 대회 16골을 기록하며 다시 대회 최다득점자로 올라섰다.

### 부활의 조짐: 1995-2002
90년대에 산투스 FC는 단 두개의 타이틀만을 획득하였다. 1997년 리우-상파울루 토너먼트와 1998년 코파 CONMEBOL 우승이 그것이었다. 1995년 세리이 A 결승전에서 보타포구 FR을 만났으나, 보타포구의 스트라이커 툴리우 마라빌랴가 오프사이드 선상을 넘었음에도 이후 진행된 슈팅이 골망을 갈라 득점으로 인정되며, 오심으로 인해 우승을 놓치고 말았다.
미우통 테이셰이라의 아들 마르셀루 테이셰이라가 산투스 FC의 새로운 회장으로 선출되었다. 그는 21세기를 앞두고 구단을 강화하는데에 노력을 기울였다. 프레디 링콘, 마르셀리뉴 카리오카, 이드문두, 마르시우 산투스, 카를루스 제르마누, 바우두 필류, 카를로스 갈반 등 유명 선수들을 FA로 영입하였으나, 그들의 명성이 곧바로 결과로 이어지지 않았고, 2000년과 2001년 주리그에서 준우승에 머물러야 했다. 이 시기에 전국리그에서는 더욱 성적이 좋지 못하였으며, 2000년에 18위, 2001년에는 15위에 머물렀다.

### 신(新) 고래 군단: 2002-2008
2002년 재정 문제가 더해지면서 강등만은 면하기 위해, 산투스 FC는 이름값이 높은 선수들을 보내고 어린 선수들의 육성에 집중하기 시작하였다. 새로운 감독인 에메르송 레앙 아래 안드레 루이스, 마우리뉴, 줄리우 세르지우, 아우베르투 등 저렴한 선수들이 영입되었으며, 알레스, 호비뉴, 지에구 히바스를 유소년 팀에서 1군으로 승격시켰다. 또한 이 시기에 일라누, 파울루 아우메이다, 레오, 헤나투 등도 산투스 FC에서 선수 생활을 시작하였다.
새롭게 무장한 산투스 FC는 8위로 정규리그를 마감하며 플레이오프에 진출하였다. 8강에서 카카와 루이스 파비아누를 보유하고 있던 상파울루 FC 꺾었고, 4강에서 그레미우를 꺾으며 결승전에 진출하였다. 결승전에선 코린치앙스를 만났으며, 호비뉴와 지에구 히바스의 대활약 아래 팀의 7번째 우승 트로피가 선사되었다. 2003년 브라질 전국리그 축구 역사상 최초로 플레이오프 없이 챔피언으로 결정되는 시즌에, 준우승으로 마감하게 되었다. 이듬해 산투스는 어려움을 다소 겪었는데, 구단의 팬들이 심판 판정에 불만을 품고 여러 공격적인 행위를 벌이다, 산투스 FC가 홈 구장에서 경기를 치르지 못하게 되기도 하였다. 이 때, 호비뉴의 어머니가 팬들에 의해 납치되는 사건도 벌어졌다. 그럼에도 불구하고 산투스 FC는 뛰어난 활약을 이어나갔으며, 시즌 대부분의 기간 동안 1위를 질주하던 아틀레치쿠 파라나엔시의 승점을 뒤집고, 구단의 여덟번째 전국 리그 트로피를 들어올렸다.
2005년 감독 반데를레이 루솀부르구와 호비뉴, 레오, 데이비드가 팀을 떠났고, 산투스 FC는 우승 가능성이 점차 낮아졌다. 그럼에도 불구하고 산투스 FC는 6위를 질주하며 호투를 벌였는데, 주심 이지우종 페헤이라 지 카르발류가 승부조작을 한 것이 밝혀지며, 그 심판이 참여한 경기는 모두 초기화되었다. 그 결과 산투스 FC가 4-2로 이긴 코린치앙스와의 경기가 재경기를 통해 2-3 패배로 뒤바뀌었으며, 여러 경기들이 진행된 이후 산투스 FC는 11위로 추락하고 말았다. 하지만 산투스 FC는 2006년에는 4위를 기록하며 코파 리베르타도레스 티켓을 획득하는 한편, 캄페오나투 파울리스타에서 1984년 이후 처음으로 우승을 차지하였다. 2007년에는 상파울루 FC의 뒤를 이어 준우승으로 전국리그를 마감하였다. 2008년 또다시 주축 선수들이 이탈하면서 어려움을 겪었으나, 코파 리베르타도레스에서 8강까지 진출하였다.

### 두번째 전성기 2009-2013
산투스의 재정 문제가 반복되며, 구단은 지속적으로 젊은 선수들을 발굴하고 있었다. 그 결과 2009년 당시 단지 13세였던 네이마르와 15세의 간수가 발굴되어 1군 선수단에 포함되었다. 네이마르와 간수는 돈독한 관계를 맺고, 팀에서도 큰 활약을 펼쳤다. 2010년 구단은 캄페오나투 파울리스타에서 우승을 차지하였고, 코파 두 브라질 결승전에서도 비토리아를 꺾고 우승을 차지하였다. 나비라이렌시를 10-0으로 꺾은 것이 이 시기 산투스 FC의 하이라이트였으며, 이들은 산타스치쿠(포르투갈어: Santástico, Santos + Fantastic)이라는 별명을 새로 얻게 되었다.

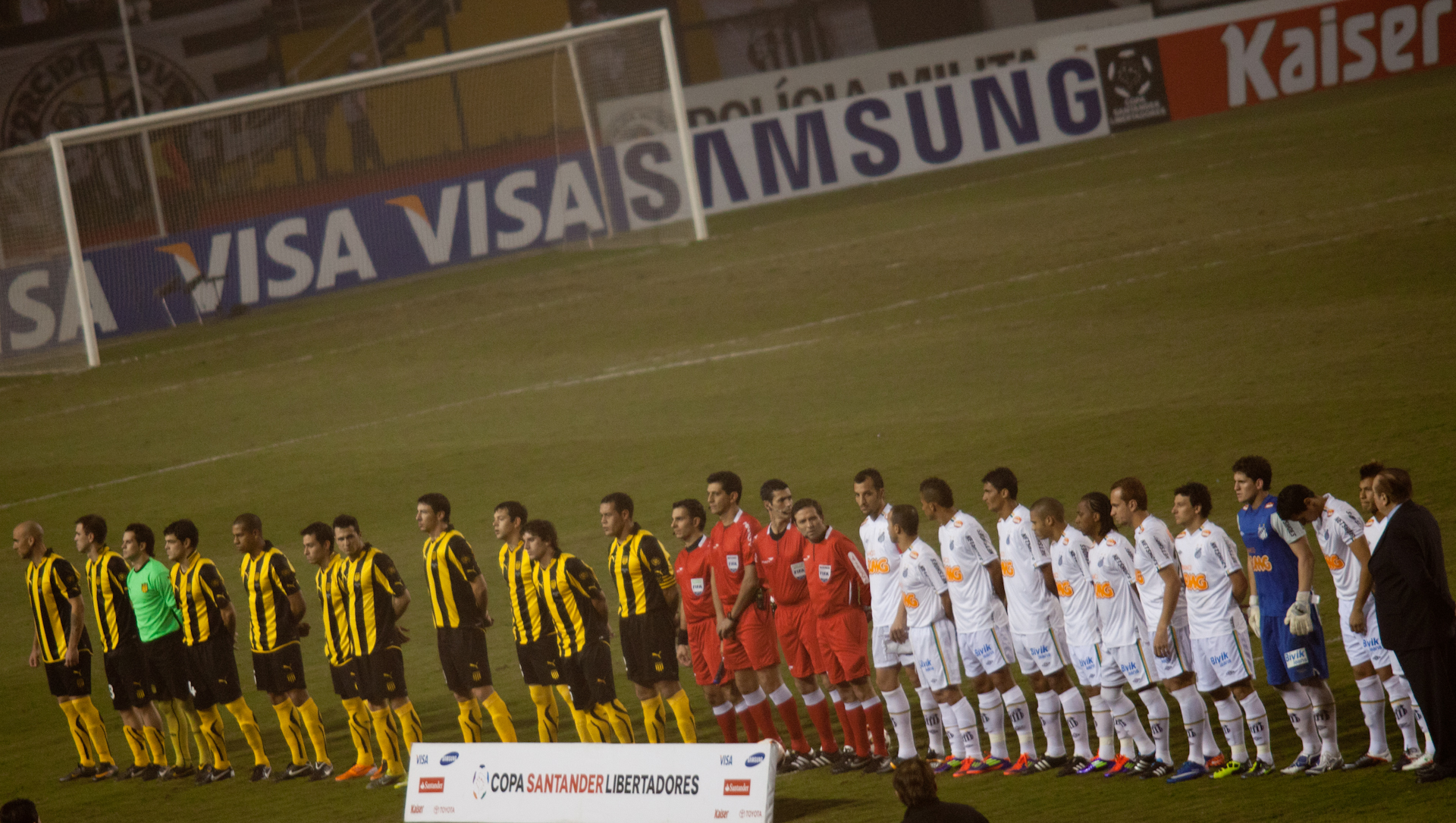
코파 리베르타도레스 2011 산투스 vs 페냐롤

2011년 산투스 FC는 호재를 이어나갔다. 네이마르의 성공을 필두로, 구단의 수익이 증가하기 시작하였다. 산투스 FC는 몇몇 선수들을 트레이드하였으나, 주된 틀을 벗어나지는 않았고, 일라누, 알랑 카르덱, 입송 정도가 유럽에서 돌아와 활약하게 되었다. 이 시즌에 산투스 FC는 최대 라이벌인 상파울루 FC와 코린치앙스를 연달아 꺾고 캄페오나투 파울리스타에서 우승을 차지하였다. 또한 코파 리베르타도레스에서 우루과이의 페냐롤을 꺾고 우승을 차지하기도 하였다. 일본에서 열린 클럽 월드컵에도 출전하였지만, 여기서는 아쉽게도 바르셀로나에게 밀려 준우승에 그쳤다.
2012년 산투스 FC는 꾸준히 두 개의 타이틀을 획득하였으며, 구아라니를 꺾고 파울리스탕에서 우승, 레코파 수다메리카나에서 칠레의 우니베르시다드 데 칠레를 꺾고 우승을 차지하였다. 그러나 주축 선수들이 다시 이탈하기 시작하였고, 간수는 상파울루로, 보르지스는 크루제이루, 일라누는 그레미우로 이적하였다.
2013년 산타스치쿠의 시대는 막을 내렸다. 4년 연속 캄페오나투 파울리스타 우승을 놓쳤고, 주축 인물들이 속속히 빠져나가기 시작했다. 네이마르는 바르셀로나와 협상을 시작하였고, 무리시 하말류 감독과 하파에우 카브라우 골키퍼도 팀을 떠났다. 캄페오나투 브라질레이루 세리이 A 2013 시즌 구단은 7위로 마감하였다. 시즌 종료 이후 클라우지네이 올리베이라 감독 대행이 구단과 완전히 작별하였고, 오즈와우두 지 올리베이라가 새로운 감독으로 선임되었다.

### 리빌딩 시기: 2014~현재
2014년 산투스 FC는 몇몇 선수들을 영입하며, 새로운 시즌 준비에 돌입하였다. 산투스 FC 역사상 가장 비싼 이적료를 기록한 레안드루 다미앙이 대표적이었다. 2월 1일 산투스 FC 유소년 체계의 또다른 자산인 가브리에우 바르보자가 보타포구 FC를 상대로 득점을 기록하며, 팀의 통산 12,000번째 골을 기록하였다. 상당한 공격 축구를 구사하던 산투스 FC는 캄페오나투 파울리스타의 결승전에 또다시 올라섰다. 그러나 4부 리그의 이투아누 FC에게 충격적인 일격을 당하면서 대회를 준우승으로 마감하였다. 2014년 9월 2일 오즈와우두 지 올리베이라가 경질되고, 다음 날 엔데르종 모레이라가 선임되었다. 캄페오나투 브라질레이루 세리이 A 2014 시즌은 9위로 마감되었다.
2014년 12월 13일 모데스투 로마 주니오르가 1,329표를 획득하며 산투스 FC의 새로운 회장으로 추대되었다. 당시 구단은 여전히 재정적인 문제를 안고 있었으며, 레안드루 다미앙, 에우헤니오 메나 등이 선수들에 대한 구단의 미지급 수당에 대해 법적인 움직임을 취했다. 2015년 구단의 재정 상황 때문에 레안드루 다미앙을 임대로 내보냈고, 일라누와 히카르두 올리베이라에게 낮은 연봉을 주게 되었다. 3월 5일 구단은 무패를 기록하고 있었음에도 엔데르종 모레이라 감독을 경질하였다.
마르셀루 페르난지스가 잠깐 동안 선임되었으며, 해당 연도 캄페오나투 파울리스타에서 우승을 차지했다. 이후 도리바우 주니오르 감독이 재차 선임되어 산투스 FC로 5년만에 복귀하였고, 코파 두 브라질에서 결승전에 진출했다. 2016년 주리그에서 또다시 우승을 차지하며, 팀의 22번째 파울리스탕 트로피를 들어올렸다. 2016 시즌 전국리그에서 우승 경쟁을 펼치기도 하였으나, 준우승에 머물러야 했다. 이후 도리바우 감독은 경질되었고, 레비르 쿨피 감독이 선임되었다. 그러나 코파 리베르타도레스에서 형편없는 경기력을 선보이며 탈락한 이후, 쿨피 감독은 자진 사임하였다.

## 현재 선수 명단

### 1군 선수단
2023년 10월 29일 기준

참고: FIFA 자격 규정에 따라 소속된 국가대표팀 국기를 표시합니다. 선수는 복수의 FIFA 비회원국 국적을 가지고 있을 수 있습니다.
| 번호 | 포지션 | 국적 | 이름                   |
| ---- | ------ | ---- | ---------------------- |
| 2    | DF     |      | 루이스 펠리피          |
| 3    | DF     |      | 호마리우 길례르미      |
| 4    | DF     |      | 빅토르 페라스          |
| 5    | MF     |      | 알리송 로페스 페헤이라 |
| 6    | DF     |      | 구스타부 엔히키        |
| 7    | MF     |      | 비토르 부에누          |
| 11   | FW     |      | 브루누 엔히키 핀투     |
| 12   | GK     |      | 블라지미르 오를란두    |
| 13   | MF     |      | 호드리구 고메스        |
| 14   | DF     |      | 다비드 브라스          |
| 20   | MF     |      | 에밀리아노 베키오      |
| 21   | MF     |      | 루카스 루렌수          |
| 22   | DF     |      | 완데르송 지 제주스     |
| 23   | FW     |      | 아르투르 고메스        |

| 번호 | 포지션 | 국적     | 이름                                        |
| ---- | ------ | -------- | ------------------------------------------- |
| 25   | MF     |          | 유리 올리베이라 리마                        |
| 26   | MF     |          | 빅토르 얀                                   |
| 27   | FW     |          | 에두아르두 사샤 (인테르나시오나우에서 임대) |
| 28   | DF     |          | 루카스 베히시무                             |
| 29   | FW     |          | 유리 아우베르투                             |
| 30   | MF     |          | 레안드루 도니지치                           |
| 31   | DF     |          | 클레베르 헤이스                             |
| 33   | GK     |          | 존 빅토르 마시에우                          |
| 34   | GK     |          | 주앙 파울루 시우바                          |
| 35   | DF     |          | 호브종 아우비스                             |
| 36   | FW     | 콜롬비아 | 조나탄 코페테                               |
| 37   | DF     |          | 이메르종 바르보자                           |
| 38   | DF     |          | 다니에우 게지스                             |
| 39   | MF     |          | 제앙 모타 올리베이라                        |
| 42   | DF     |          | 마테우스 게지스                             |
| 43   | FW     |          | 호드리구 시우바                             |
| 44   | FW     |          | 마테우스 소자 지 제주스                     |
| —    | MF     |          | 지오구 피투카                               |

### 리저브 팀
참고: FIFA 자격 규정에 따라 소속된 국가대표팀 국기를 표시합니다. 선수는 복수의 FIFA 비회원국 국적을 가지고 있을 수 있습니다.
| 번호 | 포지션 | 국적 | 이름                  |
| ---- | ------ | ---- | --------------------- |
| —    | GK     |      | 페르난두 카스트루     |
| —    | MF     |      | 가브리에우 칼라브리스 |
| —    | MF     |      | 루카스 세바스치앙     |
| —    | MF     |      | 페르난두 메데이루스   |

| 번호 | 포지션 | 국적 | 이름            |
| ---- | ------ | ---- | --------------- |
| —    | MF     |      | 얀              |
| —    | FW     |      | 지에구 카르도수 |
| —    | FW     |      | 지오구 비토르   |
| —    | FW     |      | 스테파노 유리   |

### 임대 나간 선수
참고: FIFA 자격 규정에 따라 소속된 국가대표팀 국기를 표시합니다. 선수는 복수의 FIFA 비회원국 국적을 가지고 있을 수 있습니다.
| 번호 | 포지션 | 국적 | 이름                                                          |
| ---- | ------ | ---- | ------------------------------------------------------------- |
| —    | MF     |      | 루카스 오타비우 (이투아누로 2018년 4월 9일까지 임대)          |
| —    | MF     |      | 마테우스 올리베이라 (레드불 브라질로 2018년 4월 9일까지 임대) |
| —    | FW     |      | 레안드루 다미앙 (인테르나시오나우로 2018년 7월 30일까지 임대) |
| —    | DF     |      | 오리뉴 (폰치 프레타로 2018년 11월 30일까지 임대)              |

| 번호 | 포지션 | 국적 | 이름                                                       |
| ---- | ------ | ---- | ---------------------------------------------------------- |
| —    | DF     |      | 마테우스 히베이루 (푸에블라로 2018년 12월 31일까지 임대)   |
| —    | DF     |      | 파비안 노게라 (에스투디안테스로 2018년 12월 31일까지 임대) |
| —    | DF     |      | 호드리구 로방 (CSA로 2018년 12월 31일까지 임대)            |

## 역대 감독
| 감독                     | 임기        |
| ------------------------ | ----------- |
| 반데를레이 루솀부르구    | 1997        |
| 반데를레이 루솀부르구    | 2004        |
| 네우시뉴 바프치스타      | 2005        |
| 오즈와우두 지 올리베이라 | 2005        |
| 반데를레이 루솀부르구    | 2006 ~ 2007 |
| 반데를레이 루솀부르구    | 2009        |
| 도리바우 주니오르        | 2010        |
| 아지우송 지아스 바치스타 | 2011        |
| 오즈와우두 지 올리베이라 | 2014        |
| 도리바우 주니오르        | 2015 ~ 2017 |
| 호르헤 삼파올리          | 2018 ~ 2019 |

## 수상
산투스 FC는 브라질에서 2번째로 트로피가 많은 팀이며, 9개의 국내 대회 트로피와 8개의 국제 대회 트로피를 보유하고 있다. 이는 남미 전체에서는 6번째다.

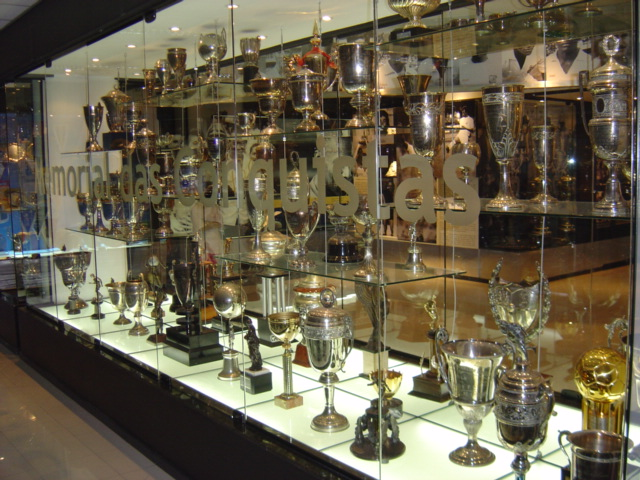
산투스 FC의 트로피들을 전시해 놓은 메모리아우 다스 콘키스타스

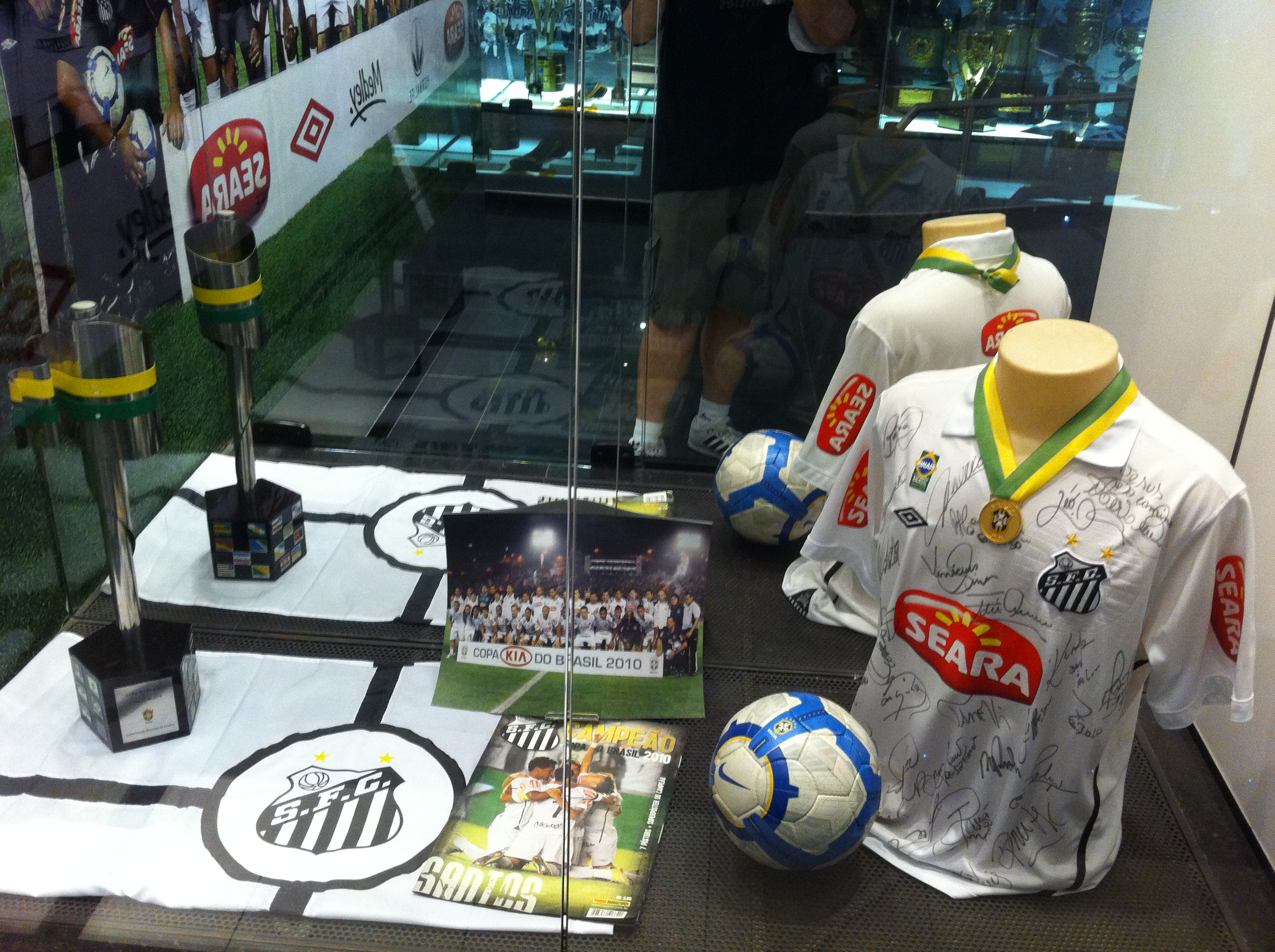
2010년 코파 두 브라질

### 우승 기록

#### 국제
- 인터콘티넨털컵 (2) : 1962, 1963
- 인터콘티넨털 슈퍼컵 (1) : 1968

#### 대륙
- 코파 리베르타도레스 (3) : 1962, 1963, 2011
- 코파 CONMEBOL (1) : 1998
- 레코파 수다메리카나 (1) : 2012

#### 국내
- 캄페오나투 브라질레이루 세리이 A (8) : 1961, 1962, 1963, 1964, 1968, 2002, 2004
- 코파 두 브라질 (1) : 2010
- 토르네이우 리우-상파울루 (5) : 1959, 1963, 1964, 1966, 1997

#### 주 (州)
- 캄페오나투 파울리스타 (22) : 1935, 1955, 1956, 1958, 1960, 1961, 1962, 1964, 1965, 1967, 1968, 1969, 1973, 1978, 1984, 2006, 2007, 2010, 2011, 2012, 2015, 2016
- 코파 파울리스타 지 푸치보우 : 2004

### 더블 및 트레블
- 더블

국내 더블 (5)
주리그와 컵 (1) : 2010
주리그와 전국리그 (4) : 1961, 1964, 1965, 1968
- 트레블

대륙간 트레블 (1)
주리그, 전국리그와 코파 리베르타도레스 : 1962